# Symphonie no 2 de Fibich
Pour les articles homonymes, voir Symphonie nº 2.
La Symphonie no 2 en mi bémol majeur, op. 38, Hud. 304, est la seconde des trois symphonies de maturité du compositeur tchèque Zdeněk Fibich. Elle a été écrite en 1892. Son exécution prend environ 35-40 minutes.

## Historique
Le début de la composition de la Deuxième symphonie de Fibich remonte à la fin de la trilogie mélodramatique Hippodamie de Vrchlicky (1891) et au début de la relation amoureuse intense du compositeur avec Anežka Schulzová. Dans la première moitié des années 1990, Fibich crée ses œuvres les plus populaires : la première série des petites compositions pour piano Atmosphères, impressions et souvenirs (1891-94, op. 41), V podvečer (1893, op. 39) et la trilogie d'opéras Bouře (en) (La Tempête) (1893-94, op. 40), Hédy (1894-95, op. 43) et Šárka (1896-97, op. 51).
La Symphonie no 2 en mi bémol majeur s'inscrit également dans cette série. Contrairement à la Première Symphonie du compositeur, elle a été composée sur une courte période, en 1892, et est thématiquement étroitement liée à la première série des pièces de Atmosphères, impressions et souvenirs. Elle a été créée par l'orchestre du Théâtre national de Prague le 9 avril 1893 sous la direction du compositeur. Ce fut un succès auprès du public et de la critique. Elle a attiré, entre autres, l'attention de l'important chef d'orchestre Hans Richter, auquel Fibich dédira plus tard sa Troisième Symphonie.
Il existe une réduction de cette symphonie pour piano à 4 mains.

## Structure de la symphonie
La symphonie de Fibich en mi bémol majeur peut être décrite comme la première symphonie cyclique tchèque (c'est-à-dire construite sur un thème). L'ensemble de la vaste symphonie est bâti sur un court thème principal, composé d'une seule mesure de motif de fanfare confiée de manière caractéristique aux cors et de réponses de cordes plus douces. Ce thème principal est développé dans le premier mouvement puis traverse toute la symphonie en diverses références rythmiques et mélodiques jusqu'au finale. Typique de cette symphonie est, en plus de l'invention mélodique, une structure claire et efficace et la condensation et la brièveté efficace de l'expression
Malgré l'absence d'un programme explicite, cette symphonie peut être considérée comme une composition à programme, décrivant le début et le développement d'une relation amoureuse, comme on peut le déduire d'une comparaison de la musique avec les circonstances de l'œuvre, et surtout des motifs purement programmatiques de Atmosphères, impressions et souvenirs Le premier mouvement décrit ainsi la première rencontre timide et la naissance de l'amour, le deuxième est une confession d'amour, le troisième est un élan d'enthousiasme joyeux dans le développement de la relation, et le finale représente la marche d'un pas confiant dans une vie pleine d'amour.

### 1ermouvement   (Allegro moderato)
Le vigoureux thème principal « masculin » du premier mouvement est en même temps le thème central de la symphonie. En revanche, il y a un thème secondaire « féminin », qui est l'intonation liée à l'impression n° 46 « Portrait de tête d'Agnès ». L'alternance de précipitation lyrique passionnée et de retenue dû à la timidité décrit bien l'excitation émotionnelle.
Durée du 1er mouvement : environ 9 minutes

### 2emouvement (Adagio)
Contrairement au schéma symphonique traditionnel, un deuxième mouvement lent suit (tandis que le scherzo forme le troisième mouvement). La phrase entière est un grand chant d'amour, son thème est tiré du Rappel en mi majeur intitulé Question et réponse et daté du 1er juillet 1892, lorsque Zdeněk Fibich a avoué son amour à Anežka Schulzová. Cependant, la phrase n'est pas idyllique et au milieu, il y a un passage avec des syncopes bouleversées et une touche tragique. Après le retour du thème amoureux, cet avertissement apparaît forte avant la fin du mouvement, marqué pianissimo en rappelant le thème central.
Durée du 2e mouvement : environ 7 minutes 30

### 3emouvement (Scherzo: Presto-Trio: Molto meno mosso)
Le troisième mouvement très dynamique, utilise souvent le contraste entre les cuivres, en particulier les trompettes mises en avant, et les instruments à cordes, jouant dans un rythme tout aussi énergique et accentué. Le thème principal du mouvement, qui est ingénieusement dérivé du thème central de la symphonie, est décrit par Jaroslav Jiránek comme un « geyser de joie » ; la partie médiane (Molto mosso) traduit l'exaltation.
Durée du 3e mouvement : environ 8 minutes 30

### 4emouvement (Finale: Allegro energico)
Dans le finale, l'ambiance joyeuse du troisième mouvement se poursuit et évolue progressivement dans une progression triomphale ; en attendant, cependant, le mouvement traverse un certain nombre d'épisodes : un passage intensément lyrique basé sur le Souvenir no 132, un rappel du motif sinistre du 2e mouvement et un calme doux de nature dansante (Meno mosso). Le musicologue Jaroslav Havlík parle d'« une manifestation musicale confiante de la joie enivrante d'une histoire d'amour accomplie ». Le musicologue spécialiste de Fibich, Jaroslav Jiránek, considère cette phrase comme « la vraie perle de l'art symphonique de Fibich ».
Durée du 4e mouvement : environ 9 minutes

## Enregistrements
À l'heure actuelle, les enregistrements suivants sont disponibles sur des supports musicaux (CD) :
- 1950, chef d'orchestre Karel Šejna, Czech Philharmonic. Enregistrement Supraphon sorti à plusieurs reprises sur LP et CD, le plus récemment dans un ensemble de symphonies Fibich comme SU 3618-2 902
- 1976, chef d'orchestre Jiří Waldhans, Brno State Philharmonic, Supraphon 32CO-1256 (11 0657-2 011)
- 1994, chef d'orchestre Neeme Järvi, Orchestre symphonique de Détroit. Un enregistrement de Chandos, sorti pour la dernière fois dans un ensemble de symphonies de Fibich sous le numéro 9682 (2)
- 1996, direction Andrew Mogrelia, Orchestre symphonique Razumowsky, Naxos 8.553699

Il existe également d'autres enregistrements inédits, tels que les enregistrements radio de l'Orchestre philharmonique de Janáček à Ostrava avec le chef Josef Hrnčíř (1980) et de l'Orchestre symphonique de la radio tchèque à Prague avec le chef Stanislav Bogunia (2000)